# SIRCA
SIRCA és un proveïdor de serveis en línia per donar suport a les finances i altres investigacions d'ús intensiu de dades en universitats, governs i participants del mercat financer a tot el món.
El Sistema de Biblioteques i Centres de Documentació és el conjunt dels òrgans; centres i mitjans que té com a fi garantir el millor aprofitament dels registres culturals i d'informació, i de tots els seus recursos bibliotecaris i documentals, mitjançant la coordinació i cooperació entre els seus diversos elements. Està constituït per la Conselleria de Cultura, el Consell de Biblioteques i Centres de Documentació.

## Història[calcitació]
SIRCA es va constituir el 1997 com una empresa sense ànim de lucre per allotjar i gestionar els preus de les accions d'Australian Securities Exchange (ASX) per a un petit grup d'universitats australianes col·laboradores.
En els seus primers anys, SIRCA va col·laborar amb ASX i altres socis de recerca en una sèrie d'estudis que inclouen:
Revista ASIC de la investigació sobre l'acompliment anterior dels fons administrats [2002]
L'estudi comparatiu ASX-SIRCA [2003]
La importància de la integritat del mercat [2004]
Frau d'identitat a Austràlia [2003]
Un informe per a l'agència d'intel·ligència financera AUSTRAC que va trobar que era un problema de $ 1.1Bn.
Avui, SIRCA atén més de 50 universitats, incloses 37 universitats membre a Austràlia i Nova Zelanda [8] i més de 20 d'Amèrica del Nord, Europa i Àsia.

## Serveis[calcitació]
SIRCA, en associació amb l'Associació Australiana de Mercats Financers, produeix l'Informe de Mercats Financers d'Austràlia (AFMR), un informe anual amb cobertura i estadístiques exhaustives sobre tots els mercats financers d'Austràlia, incloent-hi valors propis, futurs, bons i valors no bancaris. El 2012, aquests col·lectius convertits col·lectivament van recórrer més de $ 125 trilions en 2011-12.
La tecnologia SIRCA dona suport a la base de dades líder del mercat Thomson Reuters Tick History. Això és utilitzat per la majoria de les institucions financeres líders del món com a font de dades històriques i de final de dia per a diverses funcions, incloent-hi proves posteriors d'algorismes per donar suport a estratègies comercials automatitzades i una sèrie de tasques relacionades amb el risc i el compliment.

## Exemples
Les biblioteques públiques de l'Estat-Biblioteques Provincials, sense perjudici de la normativa estatal i la resta de l'ordenament jurídic.
Les biblioteques públiques municipals i supramunicipals, així com els serveis bibliotecaris mòbils del mateix àmbit.
Les biblioteques universitàries i els seus centres de documentació.
Les biblioteques escolars i les restants biblioteques i centres de documentació de competència autonòmica i ús públic.
Les biblioteques i centres de documentació de titularitat privada que s'incorporin al Sistema de Biblioteques i Centres de Documentació.
El Sistema de Biblioteques i Centres de Documentació s'estructura en una biblioteca central, la Biblioteca i dues xarxes:
1. Xarxa de Biblioteques Públiques.
2. Xarxa de Centres de Documentació i Biblioteques Especialitzades. Xarxa IDEA.

## Més informació
- Sistema de Biblioteques i Centres de Documentació (Directori).
- Consulta de normativa sectorial.
- Australian Securities Exchange (ASX)
- Thomson Reuters
- Reserve Bank of Australia
- Australian Transaction Reports and Analysis Centre